# Les Aires
Les Aires [le.z‿ɛʁə] (en occitan Las Airas [la.z‿'ajro̞s]) sont une commune française située dans l'ouest du département de l'Hérault, en région Occitanie. La commune englobe les lieux-dits de Margal, Cantemerles, Violès, les Abbes et le Moulinas.
Exposée à un climat méditerranéen, elle est drainée par l'Orb, le ruisseau de la Borie Basse et par divers autres petits cours d'eau. Incluse dans le parc naturel régional du Haut-Languedoc, la commune possède un patrimoine naturel remarquable composé d'une zone naturelle d'intérêt écologique, faunistique et floristique.
Les Aires sont une commune rurale qui compte 613 habitants en 2022, après avoir connu une forte hausse de la population depuis 1962. Elle est dans l'unité urbaine de Bédarieux et fait partie de l'aire d'attraction de Bédarieux. Ses habitants sont appelés les Airois et Airoises.

## Géographie

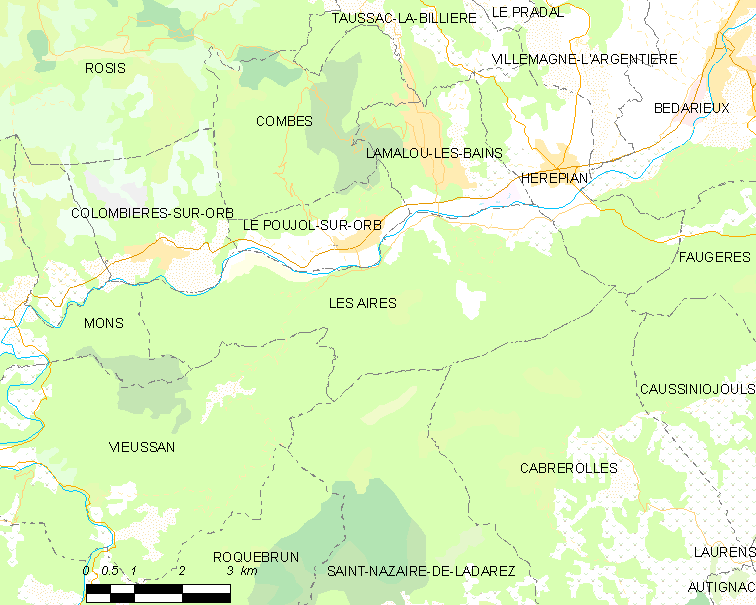
Carte

Les Aires se trouvent sur la rive gauche de l'Orb, au pied du château de Mourcairol.

### Communes limitrophes
| Colombières-sur-Orb | Le Poujol-sur-Orb        | Lamalou-les-Bains |
| Mons                | Aires                    | Hérépian          |
| Vieussan            | Saint-Nazaire-de-Ladarez | Cabrerolles       |

### Hydrologie

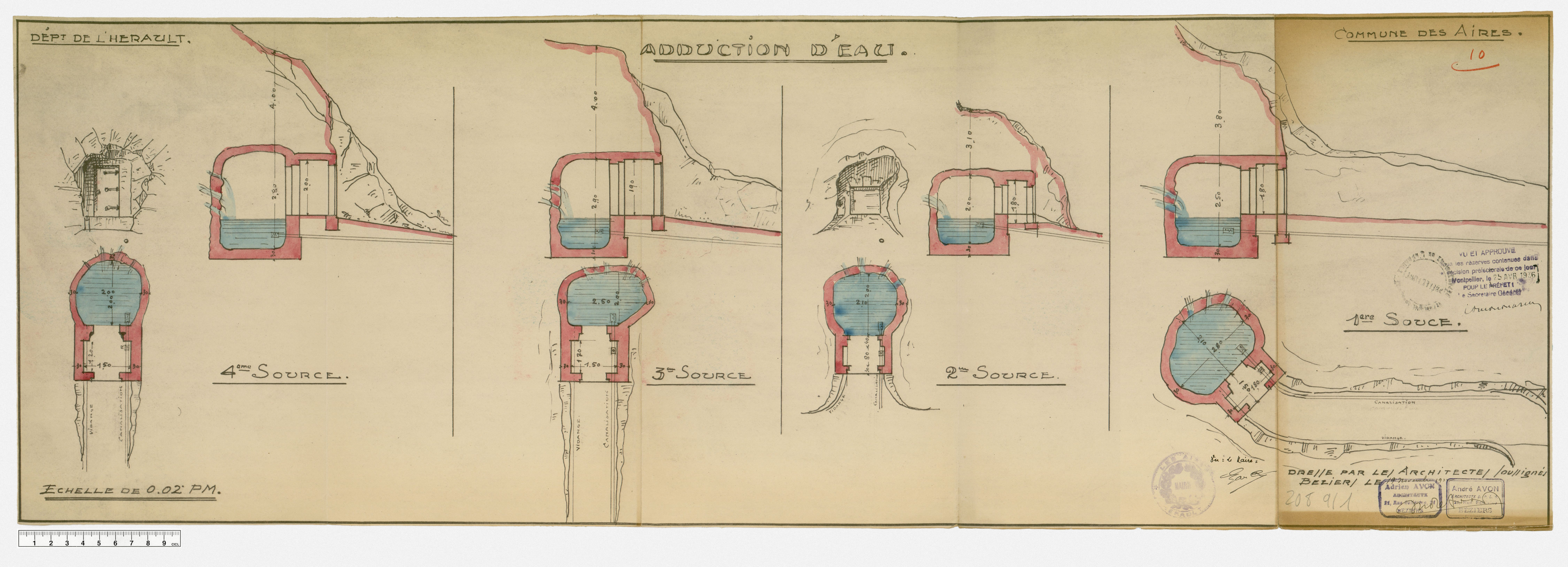
Les Aires, plan de coupe des quatre sources.

La commune des Aires abrite la source exploitée par Vernière et source St Michel de Mourcairol,.

### Climat
Pour des articles plus généraux, voir Climat de l'Occitanie et Climat de l'Hérault.
En 2010, le climat de la commune est de type climat méditerranéen franc, selon une étude s'appuyant sur une série de données couvrant la période 1971-2000. En 2020, Météo-France publie une typologie des climats de la France métropolitaine dans laquelle la commune est exposée à un climat méditerranéen et est dans la région climatique  Provence, Languedoc-Roussillon, caractérisée par une pluviométrie faible en été, un très bon ensoleillement (2 600 h/an), un été chaud (21,5 °C), un air très sec en été, sec en toutes saisons, des vents forts (fréquence de 40 à 50 % de vents > 5 m/s) et peu de brouillards.
Pour la période 1971-2000, la température annuelle moyenne est de 13,6 °C, avec une amplitude thermique annuelle de 15,9 °C. Le cumul annuel moyen de précipitations est de 939 mm, avec 7,2 jours de précipitations en janvier et 2,8 jours en juillet. Pour la période 1991-2020, la température moyenne annuelle observée sur la station météorologique installée sur la commune est de 14,0 °C et le cumul annuel moyen de précipitations est de 1 111,8 mm,. Pour l'avenir, les paramètres climatiques de la commune estimés pour 2050 selon différents scénarios d'émission de gaz à effet de serre sont consultables sur un site dédié publié par Météo-France en novembre 2022.
| Mois                                  | jan.          | fév.          | mars           | avril         | mai           | juin          | jui.          | août           | sep.          | oct.          | nov.            | déc.          | année      |
| ------------------------------------- | ------------- | ------------- | -------------- | ------------- | ------------- | ------------- | ------------- | -------------- | ------------- | ------------- | --------------- | ------------- | ---------- |
| Température minimale moyenne (°C)     | 2,5           | 2,3           | 4,2            | 6,5           | 9,7           | 13,2          | 15,3          | 15             | 11,7          | 9,9           | 5,7             | 2,7           | 8,2        |
| Température moyenne (°C)              | 6,8           | 7,2           | 9,9            | 12,5          | 16,1          | 20,3          | 22,6          | 22,3           | 18,4          | 15            | 10,1            | 7             | 14         |
| Température maximale moyenne (°C)     | 11            | 12,2          | 15,6           | 18,5          | 22,5          | 27,3          | 29,9          | 29,7           | 25,1          | 20,1          | 14,5            | 11,4          | 19,8       |
| Record de froid (°C) date du record   | −10 19.01.17  | −10 28.02.18  | −10,4 02.03.05 | −6,1 08.04.21 | −1,6 07.05.19 | 4 13.06.19    | 6,7 17.07.00  | 5,6 30.08.1998 | 2,2 21.09.17  | −3,1 30.10.12 | −9,4 22.11.1998 | −9,4 19.12.01 | −10,4 2005 |
| Record de chaleur (°C) date du record | 20,3 02.01.03 | 24,5 24.02.20 | 27,8 31.03.12  | 31,1 08.04.11 | 35,5 29.05.01 | 41,3 28.06.19 | 39,2 16.07.22 | 43 23.08.23    | 37,2 04.09.16 | 32,1 03.10.11 | 24,5 09.11.15   | 21 11.12.1997 | 43 2023    |
| Précipitations (mm)                   | 104,1         | 80,8          | 80,1           | 101,1         | 80,2          | 46,3          | 29,6          | 53,2           | 94,7          | 181,8         | 139,7           | 120,2         | 1 111,8    |

### Milieux naturels et biodiversité

#### Espaces protégés
La protection réglementaire est le mode d’intervention le plus fort pour préserver des espaces naturels remarquables et leur biodiversité associée,.
Un  espace protégé est présent sur la commune : 
le parc naturel régional du Haut-Languedoc, créé en 1973 et d'une superficie de 307 184 ha, qui s'étend sur 118 communes et deux départements. Implanté de part et d’autre de la ligne de partage des eaux entre Océan Atlantique et Mer Méditerranée, ce territoire est un véritable balcon dominant les plaines viticoles du Languedoc et les étendues céréalières du Lauragais,.

#### Zones naturelles d'intérêt écologique, faunistique et floristique

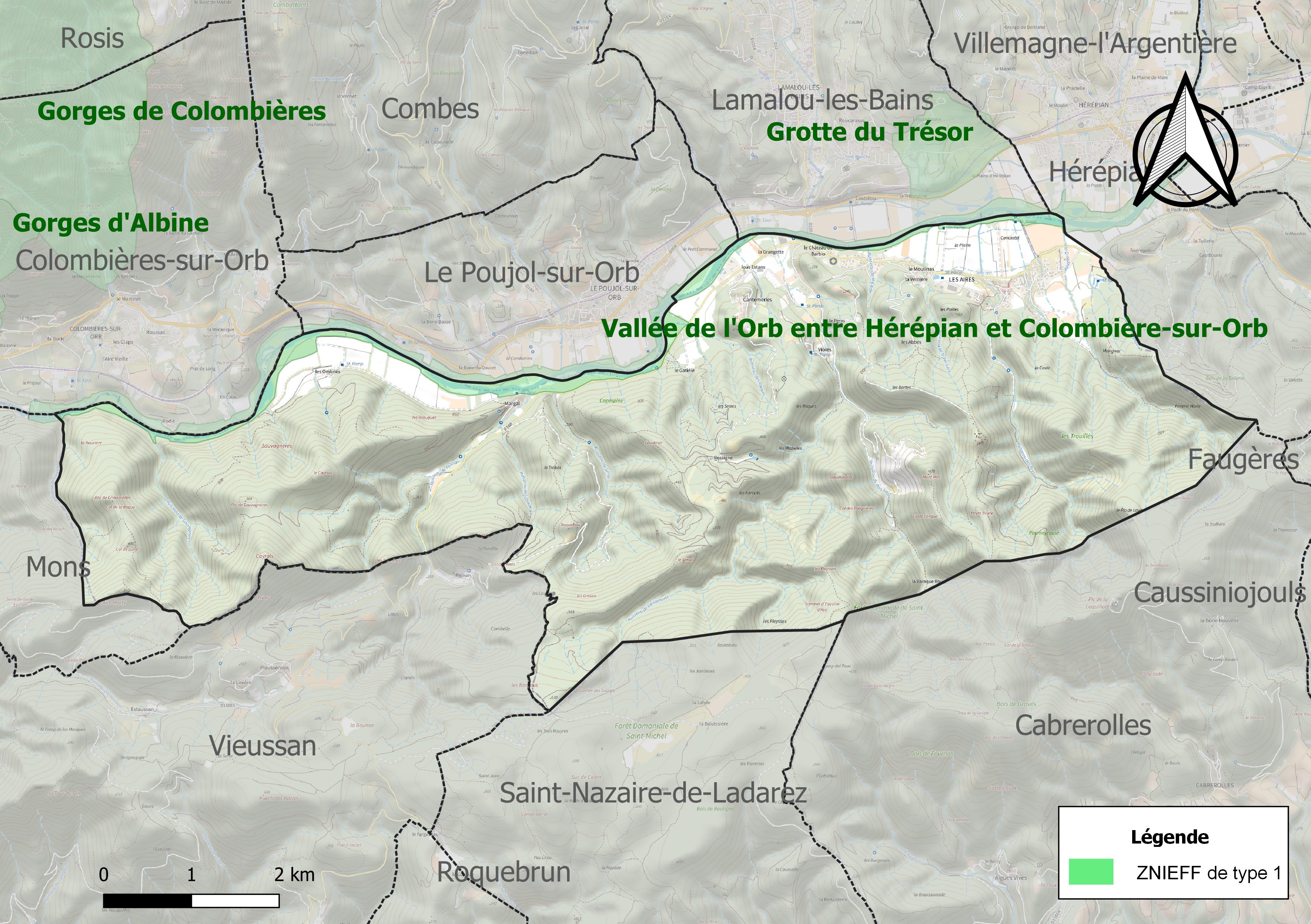
Carte de la ZNIEFF de type 1 localisée sur la commune.

L’inventaire des zones naturelles d'intérêt écologique, faunistique et floristique (ZNIEFF) a pour objectif de réaliser une couverture des zones les plus intéressantes sur le plan écologique, essentiellement dans la perspective d’améliorer la connaissance du patrimoine naturel national et de fournir aux différents décideurs un outil d’aide à la prise en compte de l’environnement dans l’aménagement du territoire.
Une ZNIEFF de type 1 est recensée sur la commune :
la « vallée de l'Orb entre Hérépian et Colombière-sur-Orb » (156 ha), couvrant 6 communes du département.

## Urbanisme

### Typologie
Au 1er janvier 2024, Les Aires est catégorisée bourg rural, selon la nouvelle grille communale de densité à sept niveaux définie par l'Insee en 2022.
Elle appartient à l'unité urbaine de Bédarieux, une agglomération intra-départementale regroupant neuf  communes, dont elle est une commune de la banlieue,,. Par ailleurs la commune fait partie de l'aire d'attraction de Bédarieux, dont elle est une commune du pôle principal,. Cette aire, qui regroupe 26 communes, est catégorisée dans les aires de moins de 50 000 habitants,.

### Occupation des sols
L'occupation des sols de la commune, telle qu'elle ressort de la base de données européenne d’occupation biophysique des sols Corine Land Cover (CLC), est marquée par l'importance des forêts et milieux semi-naturels (86,5 % en 2018), en diminution par rapport à 1990 (87,8 %). La répartition détaillée en 2018 est la suivante : 
forêts (86,5 %), zones agricoles hétérogènes (6,5 %), zones urbanisées (2,2 %), terres arables (2,1 %), cultures permanentes (1,5 %), mines, décharges et chantiers (1,2 %). L'évolution de l’occupation des sols de la commune et de ses infrastructures peut être observée sur les différentes représentations cartographiques du territoire : la carte de Cassini (XVIIIe siècle), la carte d'état-major (1820-1866) et les cartes ou photos aériennes de l'IGN pour la période actuelle (1950 à aujourd'hui).

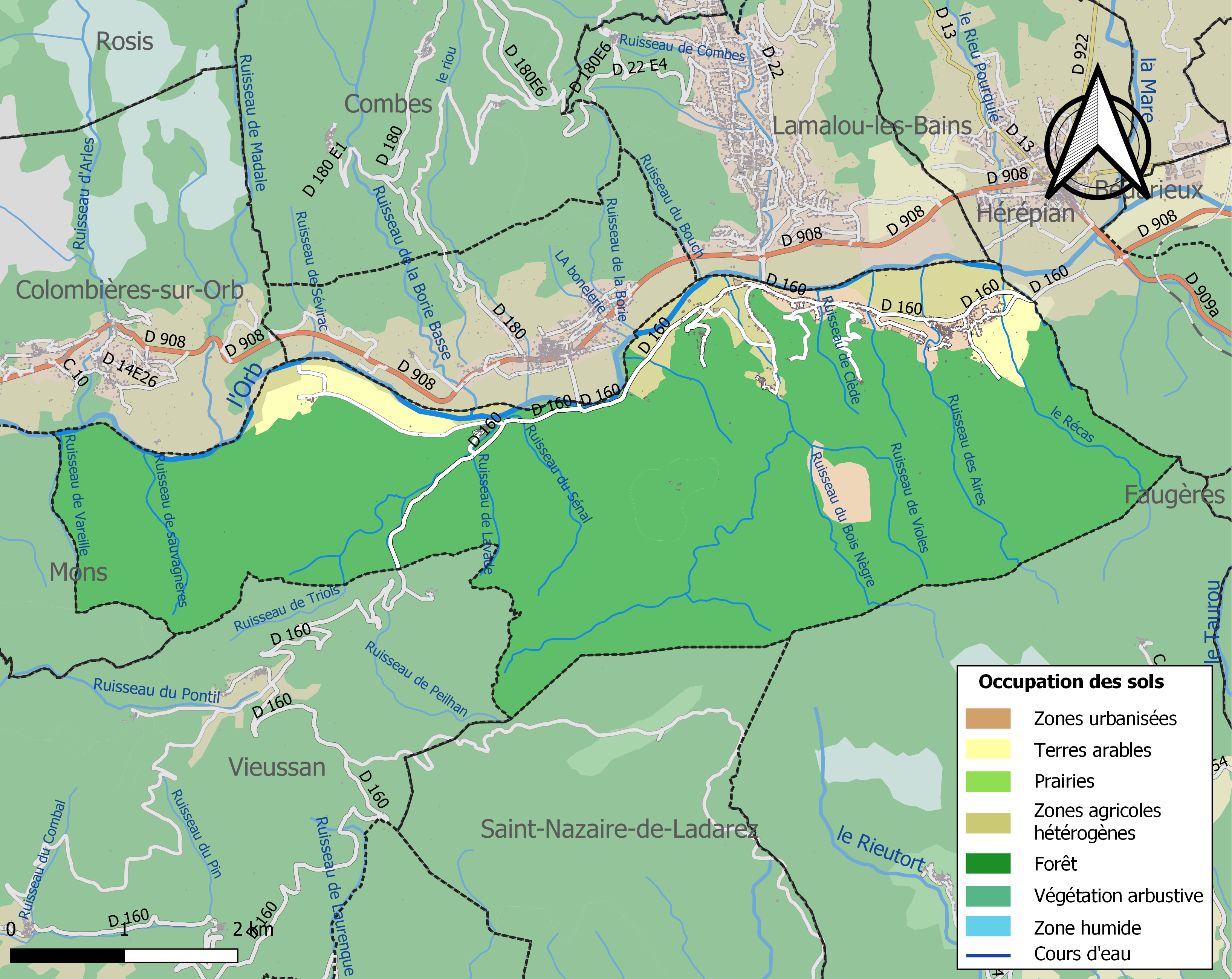
Carte des infrastructures et de l'occupation des sols de la commune en 2018 (CLC).

### Risques majeurs
Le territoire de la commune des Aires est vulnérable à différents aléas naturels : météorologiques (tempête, orage, neige, grand froid, canicule ou sécheresse), inondations, feux de forêts et séisme (sismicité très faible). Il est également exposé à un risque technologique, la rupture d'un barrage, et à deux risques particuliers : le risque minier et le risque de radon. Un site publié par le BRGM permet d'évaluer simplement et rapidement les risques d'un bien localisé soit par son adresse soit par le numéro de sa parcelle.

#### Risques naturels
Certaines parties du territoire communal sont susceptibles d’être affectées par le risque d’inondation par débordement de cours d'eau, notamment l'Orb. La commune a été reconnue en état de catastrophe naturelle au titre des dommages causés par les inondations et coulées de boue survenues en 1982, 1984, 1986, 1987, 1988, 1992, 1995, 1996, 1997, 2014 et 2019,.
Les Aires sont exposées au risque de feu de forêt. Un plan départemental de protection des forêts contre les incendies (PDPFCI) a été approuvé en juin 2013 et court jusqu'en 2022, où il doit être renouvelé. Les mesures individuelles de prévention contre les incendies sont précisées par deux arrêtés préfectoraux et s’appliquent dans les zones exposées aux incendies de forêt et à moins de 200 mètres de celles-ci. L’arrêté du 25 avril 2002 réglemente l'emploi du feu en interdisant notamment d’apporter du feu, de fumer et de jeter des mégots de cigarette dans les espaces sensibles et sur les voies qui les traversent sous peine de sanctions. L'arrêté du 11 mars 2013 rend le débroussaillement obligatoire, incombant au propriétaire ou ayant droit,.

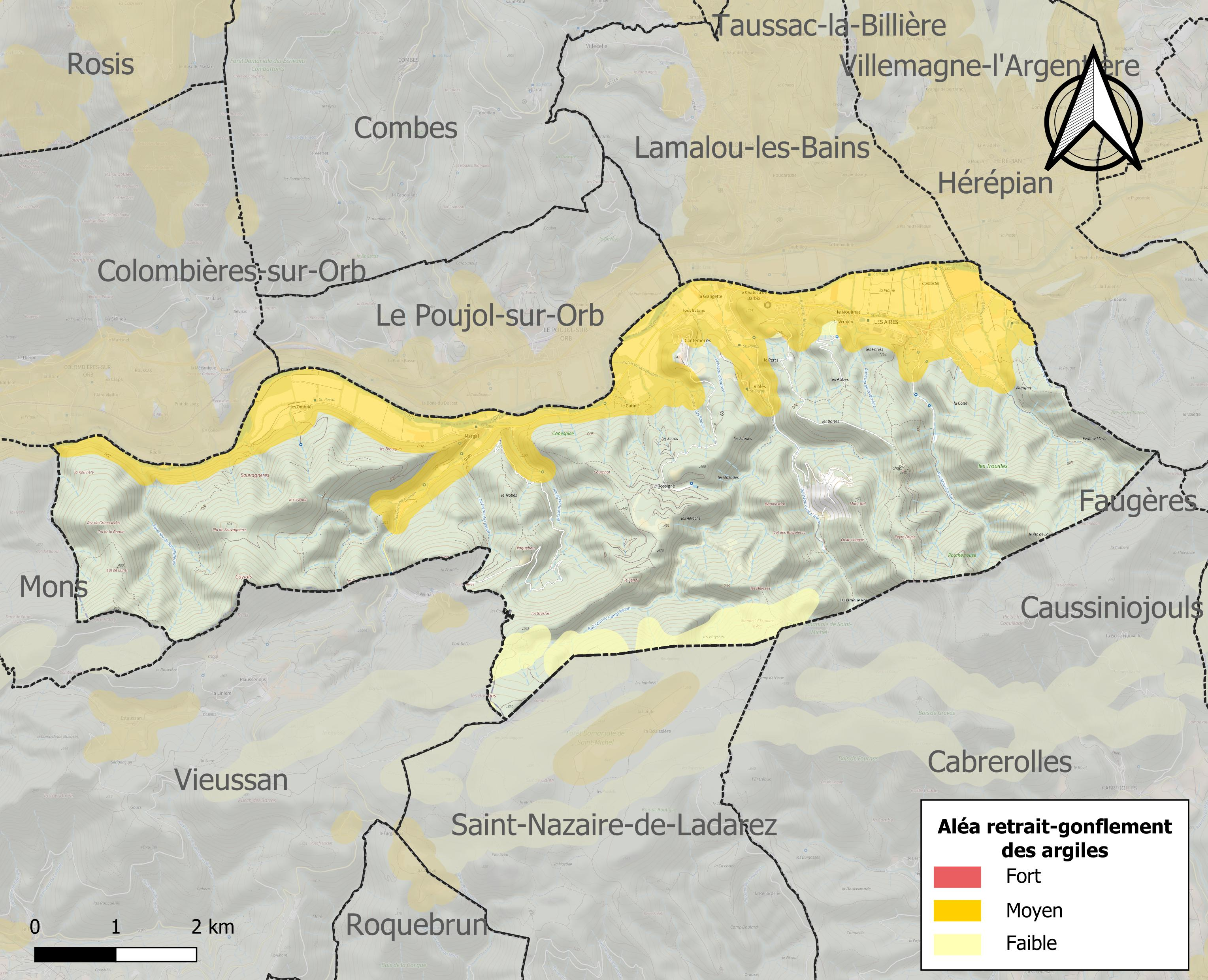
Carte des zones d'aléa retrait-gonflement des sols argileux des Aires.

Le retrait-gonflement des sols argileux est susceptible d'engendrer des dommages importants aux bâtiments en cas d’alternance de périodes de sécheresse et de pluie. 23,1 % de la superficie communale est en aléa moyen ou fort (59,3 % au niveau départemental et 48,5 % au niveau national). Sur les 353 bâtiments dénombrés sur la commune en 2019, 330 sont en aléa moyen ou fort, soit 93 %, à comparer aux 85 % au niveau départemental et 54 % au niveau national. Une cartographie de l'exposition du territoire national au retrait gonflement des sols argileux est disponible sur le site du BRGM,.
Par ailleurs, afin de mieux appréhender le risque d’affaissement de terrain, l'inventaire national des cavités souterraines permet de localiser celles situées sur la commune.

#### Risques technologiques
La commune est en outre située en aval du Barrage des monts d'Orb, un ouvrage de classe A sur l'Orb, mis en service en 1961 et disposant d'une retenue de 30,6 millions de mètres cubes. À ce titre elle est susceptible d’être touchée par l’onde de submersion consécutive à la rupture de cet ouvrage.

#### Risque particulier
L’étude Scanning de Géodéris réalisée en 2008 a établi pour le département de l’Hérault une identification rapide des zones de risques miniers liés à l’instabilité des terrains.  Elle a été complétée en 2015 par uné étude approfondie sur les anciennes exploitations minières du bassin houiller de Graissessac et du district polymétallique de Villecelle. La commune est ainsi concernée par le risque minier, principalement lié à l’évolution des cavités souterraines laissées à l’abandon et sans entretien après l’exploitation des mines.
Dans plusieurs parties du territoire national, le radon, accumulé dans certains logements ou autres locaux, peut constituer une source significative d’exposition de la population aux rayonnements ionisants. Certaines communes du département sont concernées par le risque radon à un niveau plus ou moins élevé. Selon la classification de 2018, la commune des Aires est classée en zone 2, à savoir zone à potentiel radon faible mais sur lesquelles des facteurs géologiques particuliers peuvent faciliter le transfert du radon vers les bâtiments.

## Toponymie
Le nom de la localité est attesté sous la forme Airas au XIe siècle dans le cartulaire de Gellone, de Areis en 1102, Les Aires en 1702 dans le terrier de Mourcairol en 1702.
Pluriel de l'occitan aira « aire à battre les grains ». Plus anciennement ; « terrain vague dépourvu de culture ».
Sous l'Ancien Régime, la communauté porte le nom de Mourcairol (aussi identifiée sous les variantes Las Aires, Morcairol, Mercayrol, Mursairol). La commune est née en 1845, formée à partir d'un démembrement de l'ancienne commune de Mourcairol.
En 1845, la commune de Mourcairol disparaît, remplacée par celle des Aires.
Elle a pour dépendance les écarts de Laucrière, Lonsabes, Leperas, Lasvioles, Cantemerle, Lemargal, Villecela, Bardejan.

## Histoire
Autrefois, l'église paroissiale commune aux villages actuels d'Hérépian, Lamalou-les-Bains, les Aires et le Poujol-sur-Orb était Saint-Pierre-de-Rhèdes.
Le hameau de Villecelle, détaché du territoire des Aires, devient commune et prend le nom de Lamalou-les-Bains en 1879.

## Politique et administration
| Période   | Période                   | Identité              | Étiquette | Qualité  |
| --------- | ------------------------- | --------------------- | --------- | -------- |
| 1945      | 1971                      | Raymond Cros          |           |          |
| 1971      | 1977                      | Pierre Gombert        |           |          |
| 1977      | 1983                      | Marc Ferret           |           |          |
| 1983      | mars 1989                 | Pierre Gombert        |           |          |
| mars 1989 | mars 2001                 | Marcel Obiols         |           |          |
| mars 2001 | mars 2008                 | Paule Hureaux         |           |          |
| mars 2008 | mars 2014                 | Jean-Marie Puechberty |           |          |
| mars 2014 | En cours (au 23 mai 2020) | Michel Granier        | SE-DVG    | Retraité |

## Économie

### Revenus
En 2018  (données Insee publiées en septembre 2021), la commune compte 274 ménages fiscaux, regroupant 591 personnes. La médiane du revenu disponible par unité de consommation est de 19 700 € (20 330 € dans le département).

### Emploi
|                | 2008   | 2013   | 2018  |
| -------------- | ------ | ------ | ----- |
| Commune        | 8,1 %  | 13,6 % | 8,7 % |
| Département    | 10,1 % | 11,9 % | 12 %  |
| France entière | 8,3 %  | 10 %   | 10 %  |

En 2018, la population âgée de 15 à 64 ans s'élève à 358 personnes, parmi lesquelles on compte 74,9 % d'actifs (66,2 % ayant un emploi et 8,7 % de chômeurs) et 25,1 % d'inactifs,. Depuis 2008, le taux de chômage communal (au sens du recensement) des 15-64 ans est inférieur à celui de la France et du département.
La commune fait partie du pôle principal de l'aire d'attraction de Bédarieux,. Elle compte 181 emplois en 2018, contre 156 en 2013 et 113 en 2008. Le nombre d'actifs ayant un emploi résidant dans la commune est de 240, soit un indicateur de concentration d'emploi de 75,6 % et un taux d'activité parmi les 15 ans ou plus de 54,1 %.
Sur ces 240 actifs de 15 ans ou plus ayant un emploi, 51 travaillent dans la commune, soit 21 % des habitants. Pour se rendre au travail, 87,9 % des habitants utilisent un véhicule personnel ou de fonction à quatre roues, 1,3 % les transports en commun, 6,7 % s'y rendent en deux-roues, à vélo ou à pied et 4,2 % n'ont pas besoin de transport (travail au domicile).

### Activités hors agriculture

#### Secteurs d'activités
45 établissements sont implantés  aux Aires au 31 décembre 2019. Le tableau ci-dessous en détaille le nombre par secteur d'activité et compare les ratios avec ceux du département,.
| Secteur d'activité                                                                                        | Commune | Commune | Département |
| Secteur d'activité                                                                                        | Nombre  | %       | %           |
| --- | ------- | ------- | ----------- |
| Ensemble                                                                                                  | 45      |         |             |
| Industrie manufacturière, industries extractives et autres                                                | 7       | 15,6 %  | (6,7 %)     |
| Construction                                                                                              | 11      | 24,4 %  | (14,1 %)    |
| Commerce de gros et de détail, transports, hébergement et restauration                                    | 10      | 22,2 %  | (28 %)      |
| Activités financières et d'assurance                                                                      | 1       | 2,2 %   | (3,2 %)     |
| Activités immobilières                                                                                    | 3       | 6,7 %   | (5,3 %)     |
| Activités spécialisées, scientifiques et techniques et activités de services administratifs et de soutien | 9       | 20 %    | (17,1 %)    |
| Autres activités de services                                                                              | 4       | 8,9 %   | (8,1 %)     |

Le secteur de la construction est prépondérant sur la commune puisqu'il représente 24,4 % du nombre total d'établissements de la commune (11 sur les 45 entreprises implantées  aux Les Aires), contre 14,1 % au niveau départemental.

#### Entreprises et commerces
L'économie de la commune au vu du nombre d'habitants est assez riche. Nous pouvons y trouver l'usine d'embouteillage et de forage de la Vernière, de la source St Michel de Mourcairol et de la Cairolle.
On peut aussi découvrir la grande carrière active de l'entreprise sablière gravière appartenant à Servant, fournissant du sable et du béton.
Le laboratoire L.C.H Chimie prépare des produits d'entretien, spécialisés pour les piscines.
En entreprise influente, Travesset est également notable. Elle se charge de la préparation et de la maintenant des réseaux électrique et de l'éclairage public.

### Agriculture
|               | 1988 | 2000 | 2010 | 2020 |
| ------------- | ---- | ---- | ---- | ---- |
| Exploitations | 28   | 20   | 9    | 8    |
| SAU (ha)      | 84   | 92   | 103  | 204  |

La commune est dans le « Soubergues », une petite région agricole occupant le nord-est du département de l'Hérault. En 2020, l'orientation technico-économique de l'agriculture  sur la commune est la viticulture. Huit exploitations agricoles ayant leur siège dans la commune sont dénombrées lors du recensement agricole de 2020 (28 en 1988). La superficie agricole utilisée est de 204 ha,,.

## Démographie
Les habitants des Aires sont appelés les Airois et les Airoises.

L'évolution du nombre d'habitants est connue à travers les recensements de la population effectués dans la commune depuis 1793. Pour les communes de moins de 10 000 habitants, une enquête de recensement portant sur toute la population est réalisée tous les cinq ans, les populations de référence des années intermédiaires étant quant à elles estimées par interpolation ou extrapolation. Pour la commune, le premier recensement exhaustif entrant dans le cadre du nouveau dispositif a été réalisé en 2008.

En 2022, la commune comptait 613 habitants, en stagnation par rapport à 2016 (Hérault : +7,49 %, France hors Mayotte : +2,11 %).
| 1793 | 1800 | 1806 | 1821 | 1831 | 1836 | 1841 | 1846 | 1851 |
| ---- | ---- | ---- | ---- | ---- | ---- | ---- | ---- | ---- |
| 771  | 718  | 801  | 807  | 855  | 894  | 898  | 557  | 554  |

| 1856 | 1861 | 1866 | 1872 | 1876 | 1881 | 1886 | 1891 | 1896 |
| ---- | ---- | ---- | ---- | ---- | ---- | ---- | ---- | ---- |
| 581  | 561  | 561  | 532  | 524  | 521  | 542  | 478  | 471  |

| 1901 | 1906 | 1911 | 1921 | 1926 | 1931 | 1936 | 1946 | 1954 |
| ---- | ---- | ---- | ---- | ---- | ---- | ---- | ---- | ---- |
| 445  | 467  | 450  | 420  | 403  | 418  | 360  | 330  | 313  |

| 1962 | 1968 | 1975 | 1982 | 1990 | 1999 | 2006 | 2008 | 2013 |
| ---- | ---- | ---- | ---- | ---- | ---- | ---- | ---- | ---- |
| 324  | 364  | 361  | 467  | 537  | 544  | 557  | 561  | 596  |

| 2018 | 2022 | - | - | - | - | - | - | - |
| ---- | ---- | - | - | - | - | - | - | - |
| 602  | 613  | - | - | - | - | - | - | - |

De 1793 à 1845, les données de recensements comptabilisent la population des sections qui constituent l'ancienne commune de Mourcairol.

## Culture locale et patrimoine

### Lieux et monuments
- Ruines du château du Mourcairol.
- Église Saint-Michel des Aires.

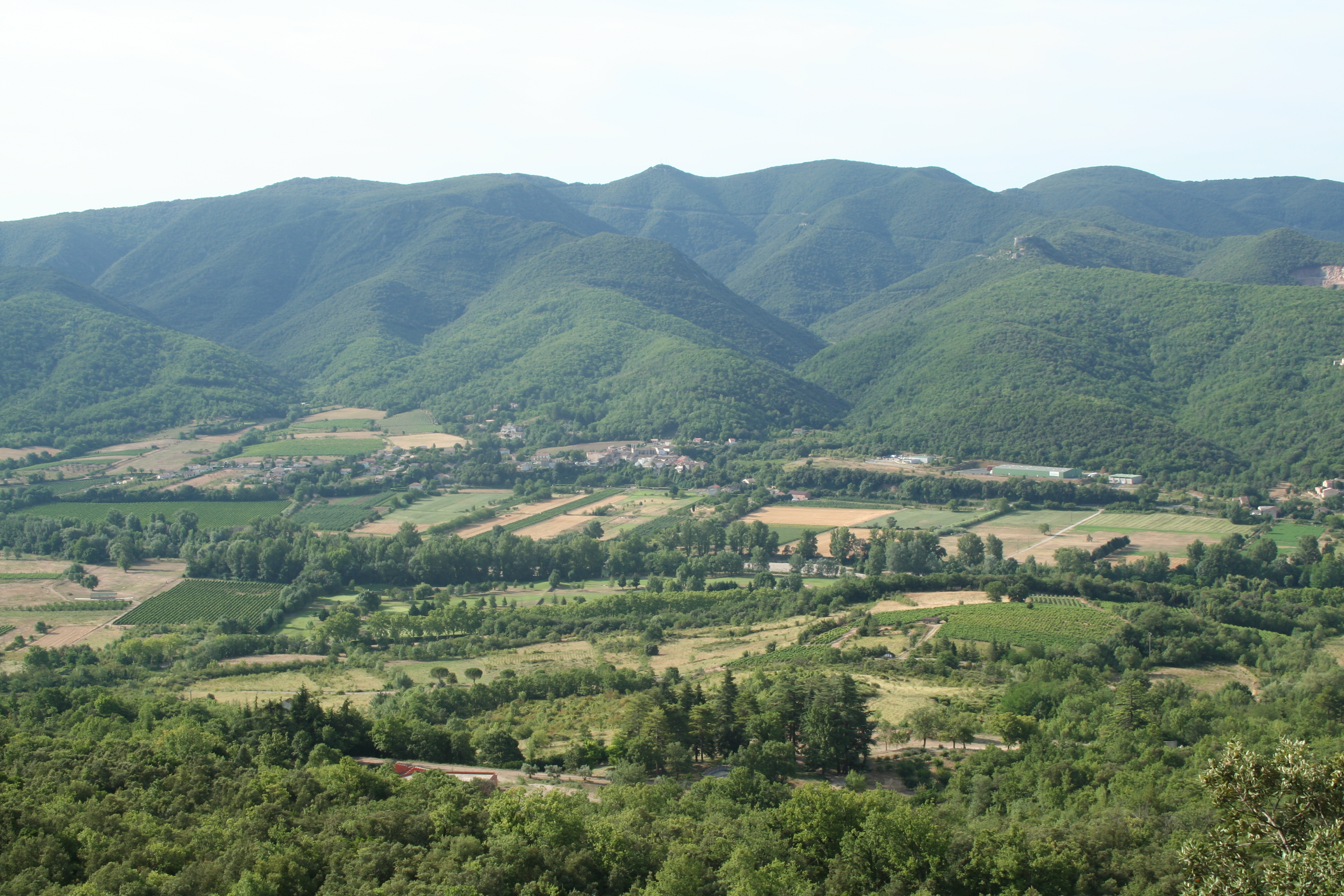
Vue générale depuis Capimont sur le village, la vallée de l'Orb et le château du Mourcairol.

- Chapelle Saint-Michel de Mourcairol. L'édifice a été inscrit au titre des monuments historiques en 1963 et 2014[41].
- Tronçon de la voie antique Béziers-Cahors.

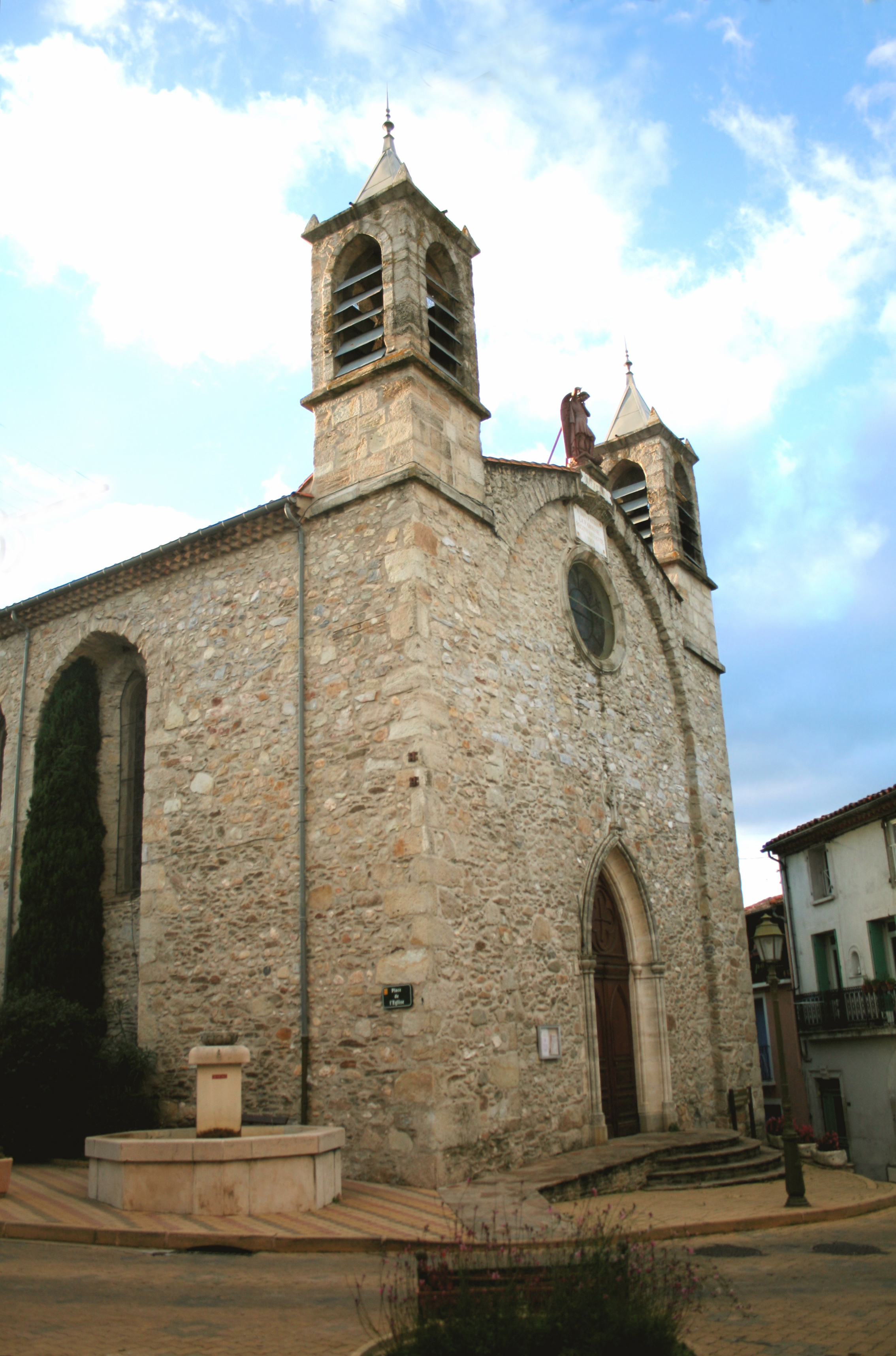
Église Saint-Michel des Aires
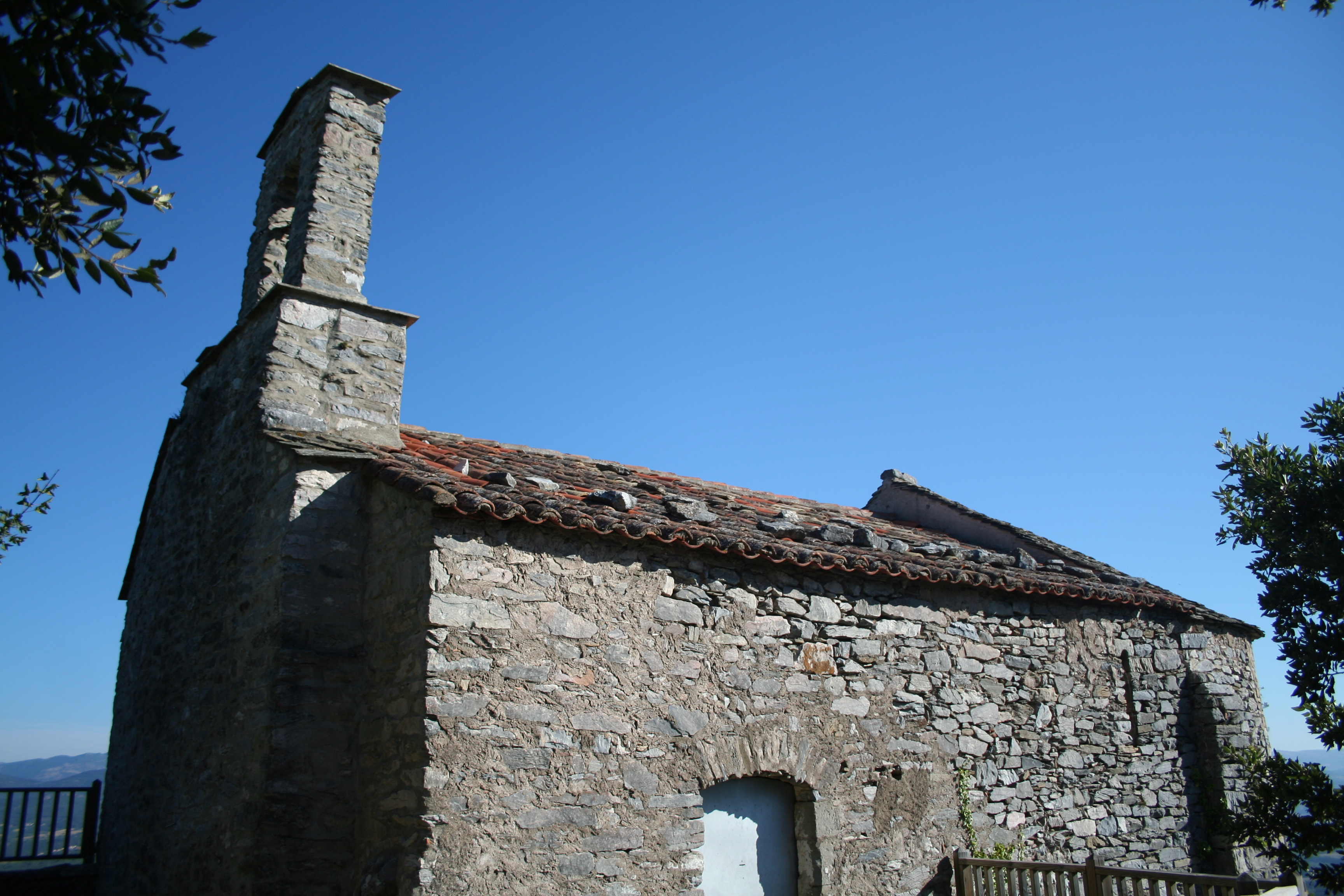
Chapelle Saint-Michel du château de Mourcairol.
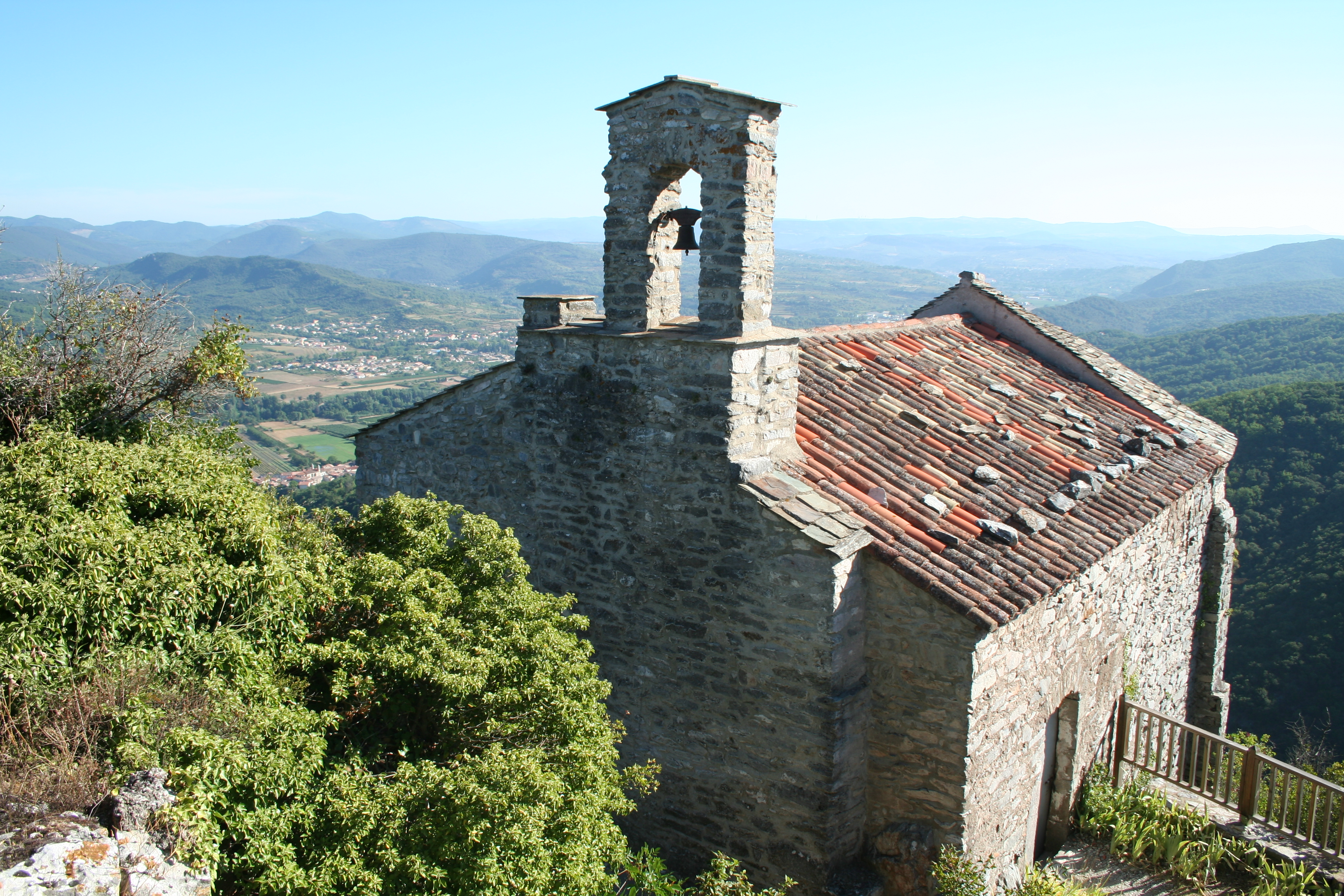
Chapelle Saint-Michel du château de Mourcairol.

### Héraldique
| Blason de Les Aires | Blason  | D'or aux trois fasces de gueules accompagnées de dix billettes du même posées en orle. |
| Blason de Les Aires | Détails | Le statut officiel du blason reste à déterminer.                                       |

## Sports et loisirs

### Football
Le village des Aires possède un stade de football dans lequel évolue le club sportif intitulé Espoir club airois. Le club fait évoluer plusieurs équipes telles que les juniors mixtes, les séniors féminins et masculins,.